# Intron
Intron je nukleotidna sekvenca unutar gena koja se uklanja putem RNK splajsovanja tokom formiranja finalnog RNK proizvoda. Termin intron se odnosi na DNK sekvencu unutar gena, i odgovarajuću sekvencu RNK transkripta. Sekvence koje se spajaju u finalnu maturiranu RNK nakon RNK splajsovanja su eksoni. Introni su prisutni u genima većine organizama i mnogim virusima. Oni se mogu naći u širokom nizu gena, uključujući one koji kodiraju proteine, ribozomsku RNK (rRNK), i transportnu RNK (tRNK). Tokom formirana proteina iz gena koji sadrže introne, dolazi do RNK splajsovanja nakon transkripcije i pre translacije.
Reč intron je izvedena iz termina intrageni region, i.e. region unutar gena.

## Literatura
- Stryer, Lubert; Berg, Jeremy Mark; Tymoczko, John L. (2007). Biochemistry. San Francisco: W.H. Freeman.  0-7167-6766-X.
- Bruce Alberts, Alexander Johnson, Julian Lewis, Martin Raff, Keith Roberts, and Peter Walter Molecular Biology of the Cell, 2007,  978-0-8153-4105-5. Fourth edition is available online through the NCBI Bookshelf: link
- Jeremy M Berg, John L Tymoczko, and Lubert Stryer, Biochemistry 5th edition, 2002, W H Freeman. Available online through the NCBI Bookshelf: link

## Spoljašnje veze
- Pretraživač ekson/intron sekvenci
- Oruđe za nalaženje introna u sekvencama biljnih genoma